# Mary Berg
Mary Berg, urodzona jako Miriam Wattenberg (ur. 10 października 1924 w Łodzi, zm. w kwietniu 2013 w Yorku) – autorka Dziennika z getta warszawskiego.

## Życiorys
Była córką Szaji, łódzkiego malarza i handlarza antykami. Jej matka Lena urodziła się w Nowym Jorku i miała obywatelstwo Stanów Zjednoczonych. 
W czasie kampanii wrześniowej wraz z rodziną przedostała się do Warszawy. Wróciła do Łodzi 15 października 1939, skąd pod koniec grudnia 1939 ponownie przyjechała do Warszawy. Od 10 października 1939 prowadziła dziennik, gdzie zapisywała dzień po dniu życie najpierw w okupowanej Warszawie, a następnie w getcie warszawskim. Mieszkała wraz z rodziną przy ul. Siennej 41, a od grudnia 1941 przy ul. Chłodnej 10.
17 lipca 1942, krótko przed rozpoczęciem wielkiej akcji deportacyjnej, razem z innymi Żydami-obywatelami Stanów Zjednoczonych i Wielkiej Brytanii została internowana na Pawiaku. 18 stycznia 1943 wyjechała z Warszawy do obozu w Vittel we Francji. W marcu 1944 roku wraz z rodziną została zakwalifikowana do grupy osób przeznaczonych przez Niemców na wymianę na jeńców niemieckich internowanych przez aliantów. 14 marca 1944 na statku parowym s/s „Gripsholm“ dotarła do Nowego Jorku.
Jej dziennik, wydany w pełnej wersji w formie książkowej w Stanach Zjednoczonych w 1945, był pierwszą anglojęzyczną relacją dotyczących życia w getcie warszawskim. W Polsce został wydany po raz pierwszy w 1983 pod tytułem Dziennik z getta warszawskiego.